# 馬爾特尼夫卡 (克拉斯諾赫拉德區)
49°18′58″N 35°24′46″E / 49.31611°N 35.41278°E
馬爾特尼夫卡（烏克蘭語：Мартинівка）是位於烏克蘭東部的村莊，由哈爾科夫州别列斯京区的納塔利內市鎮負責管轄。該村始建於1860年，面積1.08平方公里，海拔高度92米，2001年人口387，人口密度每平方公里359.7人。